# 尼格梅特·努尔马科夫
尼格梅特·努尔马科维奇·努尔马科夫，（俄语：Ныгмет Нурмакович Нурмаков，1895年10月13日（格里历：10月25日）—1937年9月27日），哈萨克族，苏联党和国家领导人。曾任哈萨克自治社会主义苏维埃共和国人民委员会主席、苏俄最高法院哈萨克分院院长。

## 生平
- 1895年10月13日（格里历：10月25日）出生于沙俄塞米巴拉金斯克州卡尔卡拉林地区，属中玉兹阿尔浑部。1915年毕业于鄂木斯克师范学院。
- 1915年-1918年，卡尔卡拉林地区学校教师，参与反对沙俄征兵的秘密组织。
- 1918年2月-5月，卡尔卡拉林地区苏维埃书记。
- 1918年5月-12月，被白军俘虏。
- 1919年-1920年，卡尔卡拉林区军事委员会书记。1920年加入俄共（布）。
- 1920年-1921年，卡尔卡拉林区政府执行委员会成员，塞米巴拉金斯克省军事革命委员会成员，省委员会部门负责人，塞米巴拉金斯克省执行委员会成员、书记。
- 1921年-1923年，吉尔吉斯苏维埃社会主义自治共和国革命法院院长、司法人民委员、检察官；《哈萨克报》、《哈萨克红军》杂志主编。
- 1923年-1924年8月，苏俄最高人民法院哈萨克分院院长、司法人民委员、最高人民检察院检察长。
- 1924年10月-1929年4月，吉尔吉斯苏维埃社会主义自治共和国/哈萨克自治社会主义苏维埃共和国人民委员会主席，俄共（布）哈萨克自治社会主义苏维埃共和国党委宣传鼓动部部长。他的任期内，哈萨克自治社会主义苏维埃共和国的首府从奥伦堡先迁到克孜勒奥尔达，最终迁往阿拉木图。并且制订了哈萨克第一部宪法以及哈萨克语拉丁文字母。他将许多重要法律文件翻译成哈萨克语。
- 1929年4月-1931年，莫斯科联共（布）下属东方劳动者共产主义大学学习。
- 1931年-1937年，苏联中央执行委员会副书记，苏联中央执行委员会主席团民族事务司司长。
- 1937年6月3日因参与反革命恐怖组织罪，民族主义罪被捕。
- 1937年9月27日被判处死刑，在莫斯科科穆纳尔卡射击场执行，终年41岁。
- 1956年8月11日平反，葬于莫斯科顿河修道院公墓。

努尔马科夫是俄共（布）11大，联共（布）15大代表。